# Klenova (krater)
Klenova är en nedslagskrater med en diameter på ungefär 141 kilometer, på planeten Venus. Klenova har fått sitt namn efter den sovjetisk maringeolog Maria Kljonova.